# Устье реки Корсак
Устье реки Корсак — часть Приазовского национального природного парка (с 2010 года), ландшафтный заказник местного значения (1984—2010 года), расположенный на территории Приазовского района (Запорожская область, Украина). Заказник создан 25 сентября 1984 года. Площадь — 800 га. Управляющая организация заказника — Министерство экологии и природных ресурсов Украины; ранее Ботиевский сельсовет, Приазовское лесничество, рыбколхоз «Победа». Согласно схеме парка заказник является одной из заповедных зон, хотя на сайте Минприроды заказник не указан в данном списке.

## История
Заказник был создан Решением Запорожского областного исполнительного комитета 25 сентября 1984 года №315. Заказник вошёл в состав (заповедной, регулируемой рекреации и хозяйственной зон) Приазовского национального природного парка, созданного 10 февраля 2010 года Указом Президента Украины Виктора Ющенко №154/2010.

## Описание
Заказник создан с целью охраны, сохранения, возобновления и рационального использования природных комплексов северо-западного побережья Азовского моря.
Занимает приустьевую часть поймы и русло (устье) реки Корсак — на территории Ботиевского сельсовета за границами населенных пунктов, что южнее села Строгановка. В юго-западной части поймы в устье реки Корсак создан пруд, который не входит в состав заказника и Приазовского НПП. Южнее примыкают зоны регулируемой рекреации и хозяйственная Приазовского НПП — полоса акватории Обиточного залива Азовского моря.

## Природа
Ландшафт представлен водно-болотными угодьями и степной растительностью. Пойма является местом гнездования и миграции множества птиц. Степные сообщества представлены с участием ковыли Лессинга (Stipa lessingiana) и ковыли волосовидной (Stípa capilláta).